# Lajtha László-díj
A Lajtha László-díjat egy olyan muzsikus, zenetörténész, pedagógus vagy kiadó kapja, aki a kiváló zeneszerző és népzenekutató Lajtha László szellemi örökségét ápolja, zeneműveinek előadását támogatja, valamint elősegíti, hogy a Lajtha-életmű elfoglalhassa méltó helyét a magyar kultúra egészében.

## Alapító
Lajtha László Alapítvány

## Alapítva
1995-ben

## Díjátadás
A díjakat minden évben január 22-én, a Magyar Kultúra Napján vagy ahhoz közeli napon adják át a Magyar Rádió Márványtermében megrendezett hangverseny keretében.

## Díjazottak
2024
- Ábrahám Márta hegedűművész

2023
- Devich Márton A Bartók Rádió csatornaigazgatója

2022
- Pad Zoltán karnagy

2021
- Bara Hajnal zenetanár, műfordító

2020
- Pálóczy Krisztina muzeológus

2019
- Balog József zongoraművész

2018
- Ménesi Gergely karmester

2017
- Dénes István karmester

2016
- Kelemen László a Hagyományok Háza főigazgatója

2015
- Némethy Attila zongoraművész
- Oláh Péter fuvolaművész

2014
- Szabó Péter gordonkaművész

2013
- Sebő Ferenc előadóművész, népzenekutató

2012
- Selmeczi György karmester

2011
- Medveczky Ádám karmester

2010
- Auer vonósnégyes
- Bánkövi Gyula zeneszerző, szerkesztő

2009
- Ittzés Gergely fuvolaművész

2008
- Fülep Márk fuvolaművész

2007
- Gál Tamás karmester

2004
- Hollós Máté zeneszerző
- Strausz Kálmán karnagy

2003
- Kovács Sándor zenetörténész

2002
- Solymosi Tari Emőke zenetörténész

2000
- Záborszki Kálmán karmester

1999
- Horváth lászló klarinétművész

1998
- Körmendi Klára zongoraművész

1996
- Lázár Eszter szerkesztő
- Ujfalussy László zenetörténész

## Külső hivatkozások
- https://fidelio.hu/lajtha-dij
- http://lajtha.hagyomanyokhaza.hu/index.php?menu=808
- https://radiomusic.hu/galeriak/lajtha-laszlo-dij-atadasa/
- https://papageno.hu/intermezzo/2023/01/devich-marton-vehette-at-iden-a-lajtha-laszlo-dijat/
- https://nemzetiarchivum.hu/photobank/item/MTI-FOTO-S1hselJiTHJPSnViYlNHVkQwcThMdz09